# Platypalpus capensis
Platypalpus capensis är en tvåvingeart som beskrevs av Smith 1967. Platypalpus capensis ingår i släktet Platypalpus och familjen puckeldansflugor. Inga underarter finns listade i Catalogue of Life.